# José Abad Carbonell
José Abad Carbonell (Alcoy, 3 de febrero de 1873-Alcoy, 28 de mayo de 1924) fue un ingeniero y escritor valenciano.

## Biografía
Fue ingeniero municipal de Alcoy y profesor de la Escuela de Artes y Oficios de Alcoy. Escribía habitualmente en la prensa alcoyana de la época.

## Obras
Algunas de sus obras por orden cronológico son:
- Fuente de El Molinar de Alcoy. Obra de estilo modernista cuya cúpula está decorada con trencadís. (1912).
- Encanto de amor y de un libro de versos de la vida. Comedia dramática.